# McCalla (Alabama)
Pour les articles homonymes, voir McCalla.
McCalla est une  census-designated place située dans les comtés de Jefferson et de Tuscaloosa en Alabama.
Sa population était de 12 965 habitants en 2020.